# Hadař bunamenský
Hadař bunamenský (Callechelys papulosa) je paprskoploutvá ryba z čeledi hadařovití (Ophichthidae).
Druh byl popsán roku 1998 ichtyologem J. E. McCoskerem.

## Popis a výskyt
Maximální délka ryby je 55,1 cm.
Podlouhlé, zploštělé tělo černé barvy s bílými skvrnami za okem. Hlava s malými jamkami.
Byla nalezena ve vodách západního středního Pacifiku: Papua Nová Guinea. Obývá písčitá dna.